# Eger (Ungarn)
 For alternative betydninger, se Eger (flertydig). (Se også artikler, som begynder med Eger)
Eger er en by i det nordøstlige Ungarn med 49.499(2024) indbyggere. Byen er hovedstad i provinsen Heves. Navnet Eger kommer af det ungarske ord for træet el.